# Policía Nacional Congoleña
La Policía Nacional Congoleña (en francés: Police nationale congolaise, PNC) :Es un cuerpo armado de naturaleza civil, encargado de hacer cumplir la ley y brindar seguridad pública en todo el territorio de la República Democrática del Congo. La policía nacional está formada por entre 110.000 y 150.000 agentes y opera a nivel provincial, respondiendo ante el Ministerio del Interior.  Es conocido en la República Democrática del Congo por su corrupción, represión de disidentes políticos y otros abusos contra los derechos humanos. Actualmente está en reformas. Se está construyendo una academia de policía.
El actual comisionado general de policía es Dieudonne Amuli Bahigwa, un ex oficial del ejército congoleño, que reemplazó a Charles Bisengimana en julio de 2017.
El excomisario de policía de Kinshasa, general Celestin Kanyama, fue sancionado por Estados Unidos en 2016 por su papel en la represión de ciudadanos durante protestas antigubernamentales utilizando la violencia. Fue destituido de su cargo en 2017.
El presupuesto de la organización es de aproximadamente $ 257,130,643 (2015).
La PNC opera junto con la policía militar (policía militar o PM) para vigilar la ciudad de Kinsasa.

## Historia
La legislación "Decreto-Ley N° 002-2002 sobre la institución, organización y funcionamiento de la policía nacional congoleña" del 26 de enero de 2002 establece el papel de la Policía Nacional (PNC) de la República Democrática del Congo.
A partir de 2014, unos 150 agentes de policía que formaban parte de la "Unidad de Policía Constituida" fueron desplegados en la vecina República Centroafricana como parte de un contingente de mantenimiento de la paz, junto con 850 soldados de las Fuerzas Militares de la República Democrática del Congo.
En febrero de 2019, Human Rights Watch acusó a la policía congoleña de ejecutar extrajudicialmente a decenas de personas durante una represión contra las pandillas en Kinsasa.

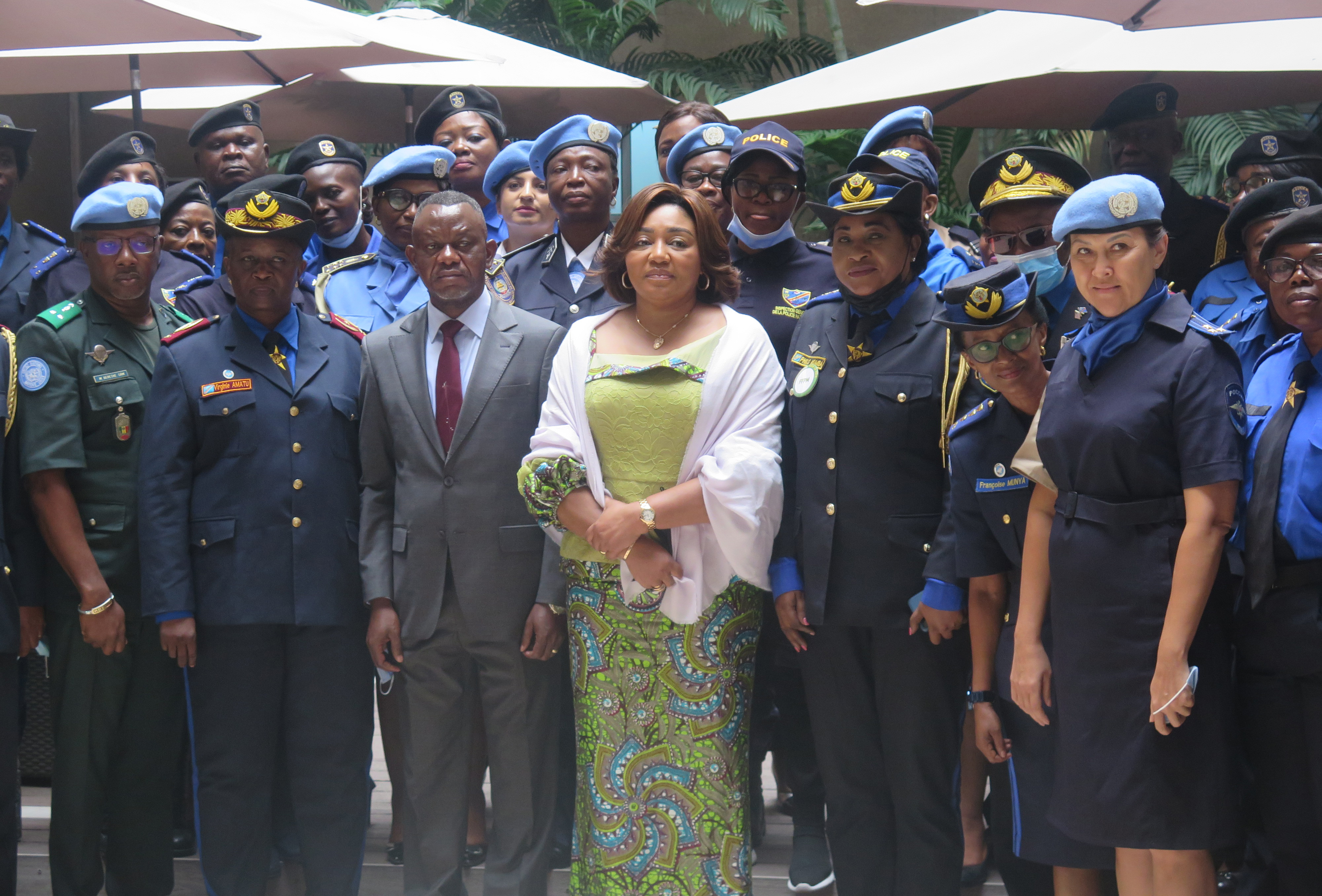
Denise Tshisekedi con MONUSCO

En marzo de 2022, la primera dama Denise Nyakéru Tshisekedi visitó a la Policía Nacional Congoleña en Kinsasa durante un entrenamiento. Estaban trabajando con la policía de la Misión de las Naciones Unidas en la República Democrática del Congo en relación con la incorporación de la perspectiva de género en las operaciones de mantenimiento de la paz.

## Organización
- Dirección de Seguridad Pública
- Dirección de Inteligencia General
- Dirección de Protección Civil
- Dirección de la Policía de Fronteras
- Dirección de Vías de Comunicación Fluvial, Lacustre, Marítima y Ferroviaria
- Dirección de la Policía Científica y Técnica
- Dirección de Lucha contra el Delito
- Dirección de Telecomunicaciones y Nuevas Tecnologías
- Dirección de Lucha contra los Delitos Económicos y Financieros
- Dirección de Estupefacientes
- Dirección de Identificación Judicial y Archivo Central
- Oficina Central Nacional / INTERPOL
- Dirección de Recursos Humanos
- Dirección de Presupuesto y Finanzas
- Dirección de Logística
- Dirección de Estudios y Planificación
- Departamento de Cooperación Policial Internacional

## Servicios Nacionales de Formación Especializados y Servicios Centrales de la Comisaría General
- Unidad de Protección a Instituciones y Personajes Importantes
- Legión Nacional de Intervención
- Servicio de Estadísticas
- Servicio de Gestión y Mantenimiento de Infraestructura
- Servicios de Telecomunicaciones y Transmisiones
- Servicio de Salud
- Servicio de Asuntos Sociales
- Servicio de Gestión  de Tecnologías de la Información
- Servicio de Información y Comunicación

## Armas y uniformes
Los agentes de policía congoleños visten uniforme azul. Sus armas de servicio son el Kalashnikov (7,62 mm), aunque la gran mayoría de los agentes en las calles no portan armas.

## Vehículos
La Policía Nacional suele utilizar Toyota Land Cruisers y 4x4, así como camiones, algunos vehículos más especializados y vehículos más pequeños del tipo Toyota Yaris en la ciudad de Kinsasa.